# Дессау-Росслау
Дессау-Рослау (нім. Dessau-Roßlau) — місто в Німеччині, у федеральній землі Саксонія-Ангальт, з населенням 78 731 ос. (станом на 31 грудня 2021). Створено у 2007 році шляхом об'єднання міст Дессау та Росслау.

## Відомі люди
- Пауль Клее
- Йоганнес Іттен
- Кандінський Василь Васильович
- Віллі Майнк